# Luamotu
Luamotu é uma ilha do atol de Funafuti, do país de Tuvalu.